# Nacionalni izvestilac
Nacionalni izvestilac je organ koji bi trebalo na nacionalnom nivou da se bavi izveštavanjem o postignućima na polju borbe protiv trgovine ljudima, efektima zvaničnih politika u toj oblasti i daje predloge za njihova uređenja. 

## Istorijat
Prvi put je ovaj institut uveden u Holandiji 2011. godine, da bi 2011. godine bila doneta Direktiva EU o sprečavanju i suzbijanju trgovine ljudima po kojoj su države članice bile dužne da uspostave ovaj institut. U pojedinim zemljama EU ovu ulogu vrši nacionalni koordinator, dok je u drugima ona poverena nekom od vladinih tela ili nezavisnom telu. Zaštitnik građana vrši ovu ulogu u Republici Srbiji. 

## Zakonska regulativa
Republika Srbija je, shodno Zakonu o potvrđivanju Konvencije Saveta Evrope o borbi protiv trgovine ljudima, uvela u zakon o zaštitniku građana član 2, stav 3: „Zaštitnik građana obavlja poslove nacionalnog izvestioca u oblasti trgovine ljudima” . 
Vlada Republike Srbije je 12.10.2017. osnovala Savet za borbu protiv trgovine ljudima. Savet  čine predsednik - ministar unutrašnjih poslova i članovi: ministri finansija, rada, zdravlja, pravde i evropskih integracija. Svakoj sednici prisustvuje nacionalni izvestilac. 

## Uloga
Nacionalni izvestilac, kao član Saveta za borbu protiv trgovine ljudima, razmatra izveštaje relevantnih tela međunarodne zajednice o trgovini ljudima, zauzima stavove i predlaže mere za sprovođenje preporuka od strane međunarodnih tela, prati i ocenjuje napredak u toj oblasti i predlaže mere za rešavanje uočenih problema i angažovanje resursa. 